# Ochrotrichia chaulioda
Ochrotrichia chaulioda is een fossiele soort schietmot uit de familie Hydroptilidae.